# Sophie Marceau
Sophie Marceau (tiếng Pháp: [sɔfi maʁso]; tên khai sinh: Sophie Danièle Sylvie Maupu, sinh ngày 17 tháng 11 năm 1966) là một nữ diễn viên, đạo diễn, nhà biên kịch và văn sĩ người Pháp. Từ lúc còn thiếu nữ, Marceau đã nổi tiếng với những bộ phim điện ảnh đầu tay như La Boum (1980) và La Boum 2 (1982), giúp bà giành một Giải César cho nữ diễn viên triển vọng nhất. Bà trở thành ngôi sao điện ảnh tại Châu Âu với hàng loạt tác phẩm thành công như L'Étudiante (1988), Pacific Palisades (1990), Fanfan (1993) và La fille de d'Artagnan (1994). Marceau dần vươn lên thành ngôi sao điện ảnh quốc tế với diễn xuất trong các phim như Trái tim dũng cảm (1994), Firelight (1997) và tác phẩm thứ 19 của loạt phim điện ảnh đề tài James Bond The World Is Not Enough (1999). Năm 2005, bà từng là một trong ba gương mặt đại diện trên các trang bìa tạp chí Elle nhân kỉ niệm 60 năm ra đời ấn phẩm, bên cạnh Monica Bellucci và Laetitia Casta.

## Xuất thân
Marceau sinh ngày 17 tháng 11 năm 1966 tại Paris. Bà là con thứ hai của bà Simone (nhũ danh Morisset), một nhân viên phụ bán hàng (qua đời năm 2016) và ông Benoît Maupu làm nghề tài xế lái xe tải. Cha mẹ nữ diễn viên ly hôn khi bà mới lên 9 tuổi.

## Sự nghiệp điện ảnh
Tháng 2 năm 1980, Marceau cùng mẹ mình tình cờ gặp một công ty người mẫu đang tuyển dụng thiếu niên. Marceau làm mẫu chụp hình tại công ty này, nhưng không hề nghĩ đến những chuyện xảy ra sau đó. Cùng lúc này, ông Françoise Menidrey, giám đốc tuyển vai cho phim La Boum (1980) của Claude Pinoteau đề nghị các công ty người mẫu giới thiệu một thiếu nữ mới cho dự án. Kết quả là giám đốc tuyển vai của Hãng phim Gaumont, ông Alain Poiré vội vàng ký một hợp đồng dài hạn với Marceau. La Boum đã gây sốt ở các rạp chiếu không chỉ tại Pháp (thị trường phim tiêu thụ 4.378.500 vé) mà còn tại nhiều nước châu Âu khác. Năm 1981, Marcaeu lần đầu hát chính cùng ca sĩ người Pháp François Valéry trong bản nhạc "Dream in Blue" do Pierre Delanoë sáng tác. Bà từ chối vai chính trong bộ phim dấy lên nhiều tranh cãi Beau-père (1981); trong phim đó bà phải đóng một thiếu nữ quyến rũ cha dượng của mình để quan hệ tình dục. Vai diễn sau cùng được giao lại cho nữ diễn viên Ariel Besse.
Năm 1982, tức năm lên 16 tuổi, Marceau mua lại hợp đồng của mình với Gaumont kèm theo mức phí một triệu đồng franc; bản thân bà đã tự đi vay mượn hầu hết số tiền trên. Sau khi đóng trong phần kế tiếp La Boum 2 (1982), Marceau chú tâm nhiều hơn vào các vai chính kịch, gồm có bộ phim cổ trang Fort Saganne (1984) đóng cùng Gérard Depardieu và Catherine Deneuve, Joyeuses Pâques (1984), L'amour braque, Police (1985) và Descente aux enfers (1986). Năm 1988, bà thủ vai chính trong L'Étudiante (1988) và tác phẩm đề tài lịch sử phiêu lưu Chouans!. Cùng năm đó, Marceau được vinh danh là Nữ diễn viên phim lãng mạn xuất sắc nhất (Best Romantic Actress) tại Liên hoan phim điện ảnh lãng mạn quốc tế với vai diễn trong Chouans!.

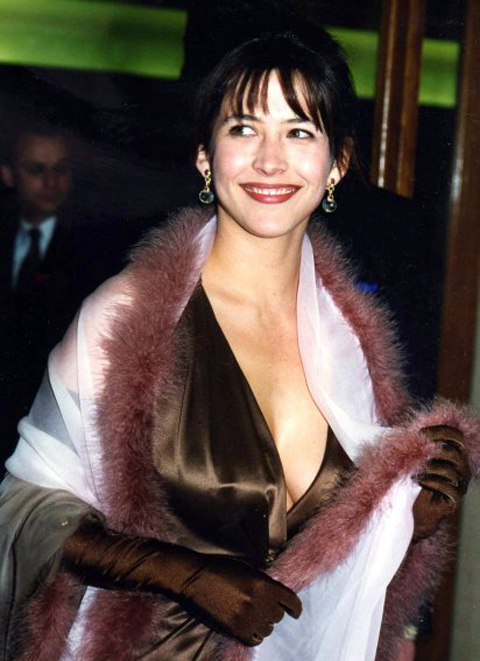
Marceau tại lễ trao Giải César 1996

Năm 1989, Marceau diễn chính trong Mes nuits sont plus belles que vos jours – tác phẩm do bạn trai lâu năm bà là Andrzej Zulawski làm đạo diễn. Năm 1990, nữ diễn viên lần lượt đóng trong Pacific Palisades và La note bleue – phim thứ ba mà bạn trai bà đạo diễn. Năm 1991, nữ minh tinh thử sức tại Nhà hát ở Eurydice, giúp đem về cho Marceau Giải Moliere cho Nữ diễn viên mới xuất sắc nhất. Trong suốt thập kỷ 1990, Marceau dần ít làm phim chính kịch, chẳng hạn như phim hài Fanfan (1993) và La fille de d'Artagnan (1994) – cả hai đều nổi tiếng và thịnh hành ở châu Âu. Cùng năm đó, bà trở lại nhà hát trong vai Eliza Doolittle trong Pygmalion.
Marceau thu hút sự chú ý quốc tế nhờ vai Vương nữ Isabelle trong Trái tim dũng cảm (1995) của Mel Gibson. Cùng năm đó, nữ diễn viên nằm trong đội ngũ diễn viên quốc tế hùng hậu trong tác phẩm điện ảnh Pháp Par-delà les nuages do Michelangelo Antonioni và Wim Wenders làm đạo diễn. Năm 1997, bà tiếp tục gặt hái hàng loạt bộ phim thành công như Firelight của William Nicholson (ghi hình tại Anh), Marquise của Véra Belmont (ghi hình tại Pháp) và Anna Karenina của Bernard Rose (ghi hình tại Nga). Năm 1999, bà hóa thân vài vai Hippolyta trong A Midsummer Night's Dream và vai phản diện Elektra King trong phim The World Is Not Enough. Năm 2000, Marceau hợp tác lần nữa với bạn trai Zulawski để cho ra đời La fidélité; trong phim bà vào vai một nhiếp ảnh gia tài năng làm việc cho một tờ báo lá cải dính nhiều tai tiếng và phải lòng một nhà xuất bản sách thiếu nhi lập dị.

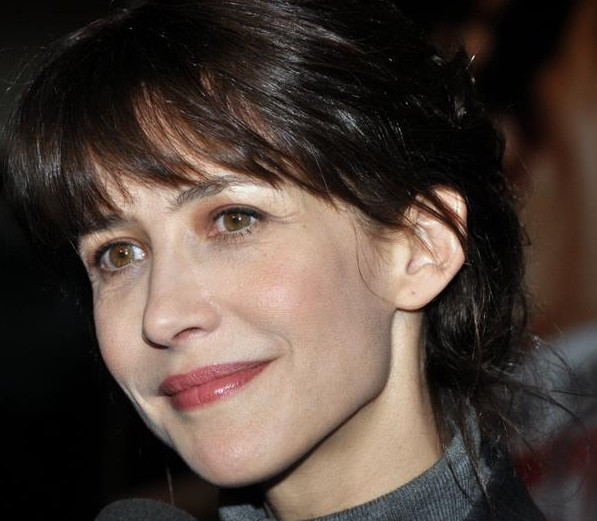
Marceau tại lễ ra mắt phim Arrêtez-moi vào năm 2013

Trong những năm gần đây, Marceau hiện diện ở hàng loạt vai diễn, chủ yếu là phim điện ảnh của Pháp, như đóng vai một y tá góa phụ trong À ce soir (2004), một sĩ quan cảnh sát nằm vùng trong Anthony Zimmer (2005) và cô con gái của một ngôi sao điện ảnh bị mưu sát vướng vào rắc rối trong La disparue de Deauville (2007). Năm 2008, Marceau thủ vai một thành viên thuộc lực lượng kháng chiến Pháp trong Les Femmes de l'ombre và một bà mẹ đơn thân sống chật vật trong LOL (Laughing Out Loud). Năm 2009, nữ minh tinh đóng cặp cùng Monica Bellucci trong Ne te retourne pas nói về một mối liên hệ bí ẩn giữa hai người phụ nữ chưa bao giờ gặp mặt nhau. Năm 2010, Marceau hóa thân vào vai một giám đốc kinh doanh thành đạt bị buộc phải đối mặt với tuổi thơ bất hạnh của mình trong L'Âge de raison.
Năm 2012, Marceau thủ vai một phụ nữ 40 tuổi đem lòng yêu một nhạc sĩ nhạc jazz trẻ tuổi trong Un bonheur n'arrive jamais seul. Đến năm 2013, bà đóng vai một phụ nữ xuất hiện ở đồn cảnh sát và thú nhận đã sát hại người chồng vũ phu của mình nhiều năm trước trong Arrêtez-moi. Nữ diễn viên từng được lựa chọn vào thành phần ban giám khảo cho hạng mục tranh cử chính của Liên hoan phim Cannes 2015.

## Viết lách và đạo diễn
Năm 1995, Marceau viết một cuốn tiểu thuyết bán tự truyện có tựa Menteuse và xuất bản năm 2001. Tác phẩm của bà được miêu tả là "khám phá tính cách của phụ nữ". Năm 2002, nữ diễn viên có tác phẩm điện ảnh đạo diễn đầu tay mang tên Parlez-moi d'amour, giúp bà giành được giải Đạo diễn xuất sắc nhất tại Liên hoan phim thế giới Montréal; phim có Judith Godrèche đóng chính. Tác phẩm thứ hai của bà là một bộ phim ngắn dài 9 phút có tựa L'aube à l'envers vào năm 1995, cũng có Godrèche đóng. Năm 2007, bà đạo diễn sản phẩm phim chiếu rạp thứ hai của mình mang tên La disparue de Deauville.

## Đời tư

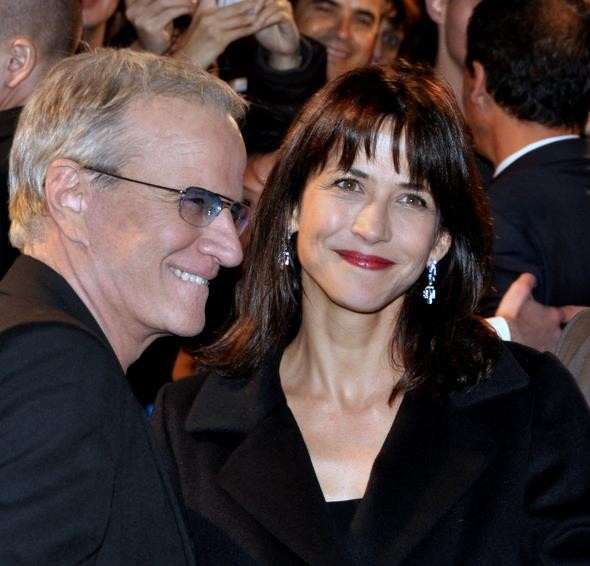
Marceau đi cùng bạn trai Christopher Lambert tại lễ ra mắt phim Tử địa Skyfall vào năm 2012

Từ năm 1985 đến 2001, Marceau có quan hệ tình ái với đạo diễn Andrzej Żuławski. Con trai của họ tên là Vincent chào đời vào tháng 7 năm 1995. Năm 2001, nữ diễn viên chia tay Żuławski để bắt đầu yêu nhà sản xuất Jim Lemley trong 6 năm. Cặp đôi có một cô con gái tên Juliette, chào đời vào tháng 6 năm 2002 tại Luân Đôn. Nữ minh tinh còn hẹn hò với Christopher Lambert từ năm 2007; họ từng là bạn diễn trong các phim La disparue de Deauville và L'homme de chevet. Hai người tuyên bố chia tay vào ngày 11 tháng 7 năm 2014. Ngoài ra Marceau là một nhạc công cello được đào tạo bài bản và từng thể hiện sở trường này trong phim Lost & Found (1999); bà là người song ngữ (nói tốt cả tiếng Anh lẫn tiếng Pháp).

## Danh sách phim

### Diễn xuất
| Năm  | Tựa đề                                       | Vai diễn                        |
| ---- | -------------------------------------------- | ------------------------------- |
| 1980 | La boum                                      | Vic Beretton                    |
| 1982 | La boum 2                                    | Vic Beretton                    |
| 1984 | Fort Saganne                                 | Madeleine de Saint-Ilette       |
| 1984 | Joyeuses Pâques                              | Julie                           |
| 1985 | L'amour braque                               | Mary                            |
| 1985 | Police                                       | Noria                           |
| 1986 | Descente aux enfers                          | Lola Kolber                     |
| 1988 | L'étudiante                                  | Valentine Ezquerra              |
| 1988 | Chouans!                                     | Céline                          |
| 1989 | Mes nuits sont plus belles que vos jours     | Blanche                         |
| 1990 | Pacific Palisades                            | Bernadette                      |
| 1991 | Pour Sacha                                   | Laura                           |
| 1991 | La note bleue                                | Solange Sand                    |
| 1993 | Fanfan                                       | Fanfan                          |
| 1994 | La fille de d'Artagnan D'Artagnan's Daughter | Eloïse d'Artagnan               |
| 1995 | Trái tim dũng cảm                            | Vương nữ Isabelle               |
| 1995 | Al di là delle nuvole                        | Cô gái tại Portofino            |
| 1997 | Anna Karenina                                | Anna Karenina                   |
| 1997 | Marquise                                     | Marquise du Parc                |
| 1997 | Firelight                                    | Élisabeth Laurier               |
| 1999 | Lost & Found                                 | Lila Dubois                     |
| 1999 | A Midsummer Night's Dream                    | Hippolyta                       |
| 1999 | The World Is Not Enough                      | Elektra King (Bond girl)        |
| 2000 | La fidélité                                  | Clélia                          |
| 2001 | Belphégor – Le fantôme du Louvre             | Lisa                            |
| 2003 | Alex & Emma                                  | Polina Delacroix                |
| 2003 | Je reste!                                    | Marie-Dominique Delpire         |
| 2003 | Les clefs de bagnole                         | La clapman                      |
| 2004 | À ce soir                                    | Nelly                           |
| 2005 | Anthony Zimmer                               | Chiara Manzoni                  |
| 2007 | La disparue de Deauville                     | Lucie / Victoria                |
| 2008 | Les femmes de l'ombre                        | Louise Desfontaines             |
| 2008 | LOL (Laughing Out Loud)                      | Anne                            |
| 2008 | De l'autre côté du lit                       | Ariane Marciac                  |
| 2009 | Ne te retourne pas                           | Jeanne #1                       |
| 2009 | L'homme de chevet                            | Muriel                          |
| 2010 | L'âge de raison                              | Marguerite alias Margaret Flore |
| 2012 | Un bonheur n'arrive jamais seul              | Charlotte                       |

### Biên kịch và đạo diễn
| Năm  | Tựa đề                   |
| ---- | ------------------------ |
| 1995 | L'aube à l'envers        |
| 2002 | Parlez-moi d'amour       |
| 2007 | La disparue de Deauville |

## Giải thưởng và đề cử
| Năm  | Giải thưởng                           | Hạng mục                         | Tác phẩm                | Kết quả   |
| ---- | ------------------------------------- | -------------------------------- | ----------------------- | --------- |
| 1983 | Giải César                            | Nữ diễn viên triển vọng nhất     | La boum 2               | Đoạt giải |
| 1988 | Cabourg Award                         | Nữ diễn viên chính xuất sắc nhất | Chouans!                | Đoạt giải |
| 2000 | Cabourg Award                         | Nữ diễn viên chính xuất sắc nhất | La fidélité             | Đoạt giải |
| 2000 | Goldene Kamera                        | Phim quốc tế hay nhất            | —                       | Đoạt giải |
| 2000 | Blockbuster Entertainment Award       | Nữ diễn viên phụ yêu thích       | The World Is Not Enough | Đoạt giải |
| 2002 | Giải Liên hoan phim thế giới Montreal | Đạo diễn xuất sắc nhất           | Parlez-moi d'amour      | Đoạt giải |
| 2002 | Giải Liên hoan phim thế giới Montreal | Grand Prix Special des Amériques | —                       | Đề cử     |
| 2007 | Giải Liên hoan phim thế giới Montreal | Grand Prix Special des Amériques | —                       | Đoạt giải |
| 2008 | Liên hoan phim hài Monte-Carlo        | Giải Ban giám khảo               | LOL (Laughing Out Loud) | Đoạt giải |